# Avenir Sportif Béziers
Avenir Sportif Béziers ist ein Fußballklub aus der südfranzösischen Stadt Béziers; Avenir Sportif bedeutet auf Deutsch Sportliche Zukunft. Der Verein wird meist kurz als AS Béziers bezeichnet, was allerdings leicht zu Verwechslungen mit der gerade in dieser Sportart traditionsreichen Association Sportive de Béziers führen kann, die unter derselben Abkürzung firmiert und im 21. Jahrhundert vor allem durch ihre Rugbyabteilung Bedeutung besitzt.

## Geschichte
Der Avenir Sportif entstand 2007 aus der Fusion dreier örtlicher Vereine, nämlich von Avenir Sportif Saint-Chinian, dem Football Club Béziers Méditerranée und dem Eisenbahnerklub Béziers-Méditerranée Football Cheminots. Die Kampfmannschaften aller drei Vereine spielten zum Zeitpunkt des Zusammengehens in der fünften beziehungsweise sechsten Liga, und die Vereinigung sollte auch einer „Konzentration der Kräfte“ dienen. Die Übernahme der Initialen ASB vom 1990 aufgelösten Vorgänger erfolgte durchaus absichtlich.
Der Klub legt viel Wert auf die Nachwuchsarbeit im Jungen- wie im Mädchenbereich. So ist die vereinseigene Fußballschule (école de foot) vom französischen Fußballverband zertifiziert, und die Jugendmannschaften des Avenir Sportif Béziers haben eine zweistellige Zahl an regionalen Titeln gewonnen.
Die Vereinsfarben sind Rot und Blau wie die Farben der Stadt Béziers. Die Ligaelf trägt ihre Heimspiele im altehrwürdigen Parc des Sports de Sauclières aus, der rund 12.000 Zuschauern Platz bietet, 2.600 davon auf einer Sitztribüne.

## Ligazugehörigkeit und Erfolge
Zur Saison 2007/08 übernahm der neu entstandene Verein den Platz der AS Saint-Chinian in der fünften Liga, stieg daraus am Ende der Spielzeit ab und kehrte weitere zwölf Monate später dorthin zurück. 2010 folgte der Aufstieg in die frankreichweit höchste Amateurspielklasse (CFA), in der der ASB fünf Jahre blieb. 2015 gelang zum ersten Mal in der noch kurzen Vereinshistorie der Sprung in Frankreichs dritte Liga.
Im Landespokalwettbewerb um die Coupe de France hat Avenir Sportif die nationale Hauptrunde (Begegnungen ab dem Zweiunddreißigstelfinale) bis einschließlich der Ausspielung 2014/15 noch nie erreicht.